# Gymnetis
Gymnetis es un género de escarabajos en la subfamilia Cetoniinae.

## Especies
- Gymnetis amazona Ratcliffe, 2018
- Gymnetis aurantivittae Ratcliffe, 2018
- Gymnetis bajula Olivier, 1789
- Gymnetis bomplandi Schaum, 1844
- Gymnetis bouvieri Bourgoin, 1912
- Gymnetis carbo Schürhoff, 1937
- Gymnetis cerdai Antoine, 2001
- Gymnetis chalcipes Gory & Percheron, 1833
- Gymnetis chevrolati Gory & Percheron, 1833
- Gymnetis coturnix Burmeister, 1842
- Gymnetis difficilis Burmeister, 1842
- Gymnetis drogoni Ratcliffe, 2018[2]
- Gymnetis flaveola Fabricius, 1801
- Gymnetis flavomarginata Blanchard, 1846
- Gymnetis hebraica Drapiez, 1820
- Gymnetis hieroglyphica Vigors, 1825
- Gymnetis holosericea Voet, 1779
- Gymnetis lanius Linnaeus, 1758
- Gymnetis litigiosa Gory and Percheron, 1833
- Gymnetis margineguttata Gory & Percheron, 1833
- Gymnetis marmorea Olivier, 1789
- Gymnetis merops Ratcliffe, 2018
- Gymnetis pantherina Burmeister, 1842
- Gymnetis pardalis Gory & Percheron, 1833
- Gymnetis poecila Schaum, 1848
- Gymnetis pudibunda Burmeister, 1866
- Gymnetis puertoricensis Ratcliffe, 2018[2]
- Gymnetis pulchra Swederus, 1787
- Gymnetis punctipennis Burmeister, 1842
- Gymnetis rhaegali Ratcliffe, 2018[2]
- Gymnetis rufilatris Illiger, 1800
- Gymnetis sallei Schaum, 1849
- Gymnetis sculptiventris Thomson, 1878
- Gymnetis stellata Latreille, 1813
- Gymnetis strigosa Olivier, 1789
- Gymnetis thula Ratcliffe, 2018 (= G. caseyi Antoine, 2001)[2]
- Gymnetis subpunctata Westwood, 1874
- Gymnetis viserioni Ratcliffe, 2018[2]
- Gymnetis xanthospila Schaum, 1844